# Epidendrum cinnabarinum
Epidendrum cinnabarinum es una especie de orquídea litofita o de hábito terrestres.

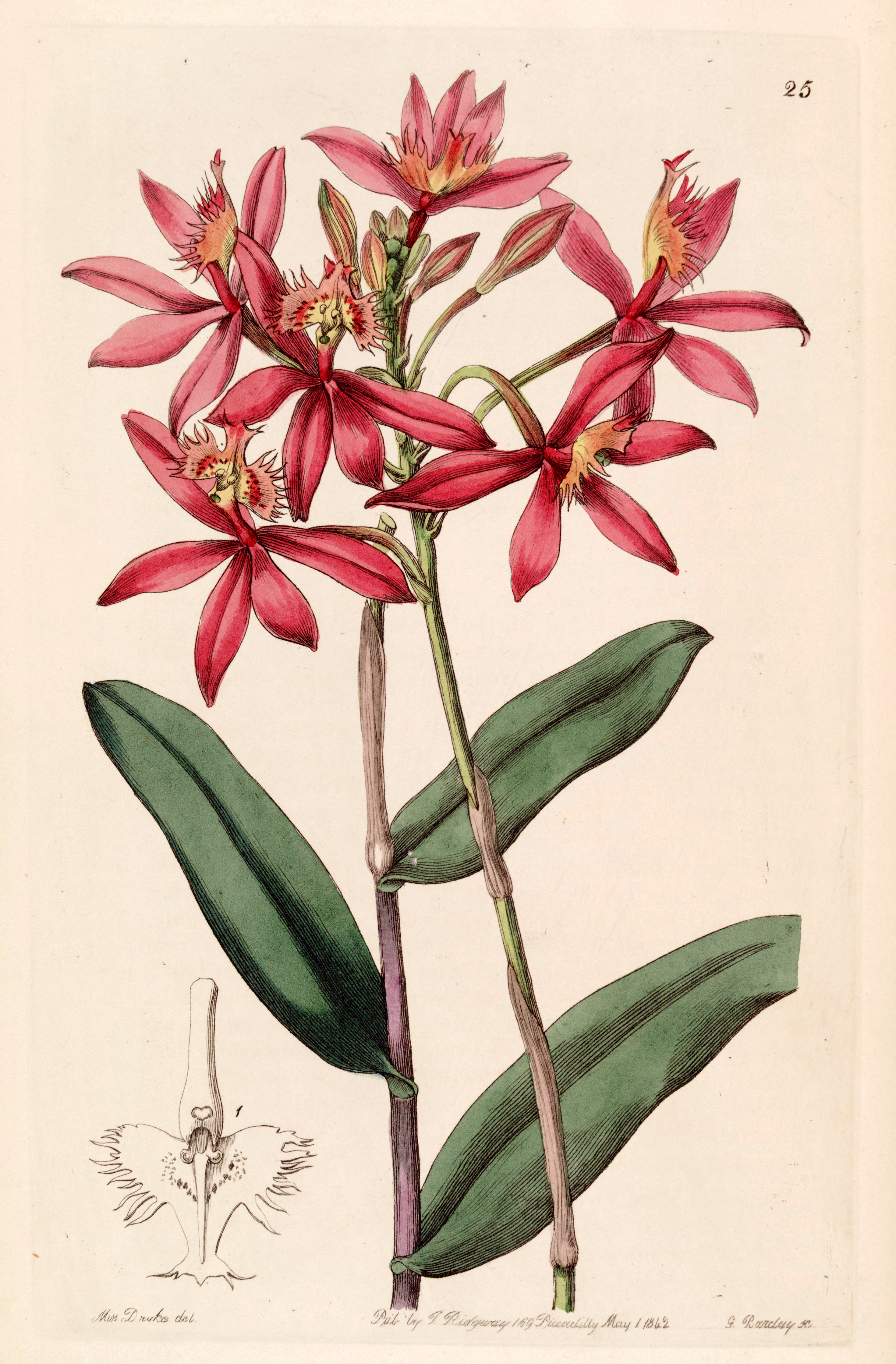
Ilustración

## Descripción
Es una orquídea gigante o de tamaño medio y que prefiere el calor al frío, es epífita o de litofita con tallos rojizos  simples como el que llevan varias hojas, alternas, oblongas a elíptico-oblongas, redondeadas a obtusas y coriáceas. Florece en primavera en una inflorescencia terminal, racemosa o paniculada,de 180 cm de largo, con unas pocas a muchas flores, que se abren sucesivamente.

## Distribución y hábitat
Se encuentra en Venezuela y noreste de Brasil en la Mata Atlántica.

## Taxonomía
Epidendrum cinnabarinum fue descrita por Salzm. ex Lindl. y publicado en Botanical Museum Leaflets 106. 1831.
Etimología
Ver: Epidendrum
cinnabarinum: epíteto latino que significa "de color rojo cinabrio".